# Szilárd Béla
Szilárd Béla, született Steiner Béla (Mezőberény, 1884. január 20. – Párizs, 1926. június 2.) magyar vegyész, radiológus.

## Életpályája
Steiner Ignác és Beck Emília fia. Középiskolai tanulmányait Békéscsabán és Debrecenben végezte, majd a budapesti tudományegyetemen hallgatott gyógyszerészetet. 1904-ben szerezte meg oklevelét, 1905-ben doktorált. 1906-ban a Műegyetem tanársegédje lett. 1907-től a Sorbonne-on tanult tovább, ugyanakkor a Marie Curie vezette Curie-laboratórium munkatársa volt. 1908-ban jelent meg az ő fordításában Magyarországon Henri Poincaré Tudomány és föltevés című műve.
1912-ben önálló kutatólaboratóriumot rendezett be Párizsban (Laboratoire de Produits Radioactifs). 1914-től Londonban, majd Madridban élt. Révész Andor, a budapesti Az Est madridi tudósítója számolt be arról, hogy Szilárd Béla professzort a madridi egyetem radiológiai tanszékének vezetőjévé nevezték ki.  1920-tól Párizsban telepedett le és folytatta, publikálta kísérletsorozatait. Megnősült, egy francia szocialista politikus, Adéodat Compère-Morel lányát vette feleségül.
Munkássága során fotokémiával, lumineszcenciával, a radioaktív sugárzás biológiai hatásaival, a radioaktív gyógyszerekkel, a röntgen- és a radioaktív sugárzás mennyiségi mérésével, a kolloidokkal, az élő anyag keletkezéselméletével és az említett témakörök fejlődéstörténetével is foglalkozott. Száznál több tanulmányt jelentetett meg magyar és külföldi folyóiratokban, számos eredményét szabadalmaztatta. Leveleit, hagyatékát a budapesti műszaki egyetem levéltára és az MTA Kézirattára őrzi.

## Főbb művei
- Radium és radioaktivitás (Budapest, 1905)
- Az alkoholok elektrolitos bomlása és képződése absolut alkoholos oldatban (Budapest, 1905)

## Díjai, elismerései
- A Becsületrend lovagja (1925)